# Winton Motor Raceway

Bankarta.

Winton Motor Raceway är en racerbana utanför Benalla, Victoria, Australien.

## Historia
Winton byggdes 1960, och det första racet hölls i november 1961. 1985 kom ATCC till banan, och sedan dess har den varit en ordinarie bana i ATCC/V8 Supercar. Den är 3 kilometer lång, och har en väldigt tajt konfiguration. Den lockar en av de högsta åskådarskarorna i serien varje år[källa behövs].

Bankarta över den ursprungliga banan.